# Phryxe mandata
Phryxe mandata är en tvåvingeart som beskrevs av Robineau-desvoidy 1863. Phryxe mandata ingår i släktet Phryxe och familjen parasitflugor.
Artens utbredningsområde är Frankrike. Inga underarter finns listade i Catalogue of Life.